# アラビアンマウ
アラビアンマウ (英語: Arabian Mau) は、アラビア半島の砂漠に自生する短髪の在来種であるスナネコに由来する飼い猫の正式な品種である。

## 歴史
アラビアンマウは、サウジアラビア、クウェート、カタール、オマーン、アラブ首長国連邦などの国々で、1000年以上にわたってアラビア半島に自生する在来種。アラビアンマウは、暑い中東の環境によく適応している。